# Will You Be There
«Will You Be There» (en español: «¿Estarás allí?») es una canción interpretada por el artista estadounidense Michael Jackson, incluida en su álbum de 1991, Dangerous. Fue lanzada como el octavo sencillo del álbum en 1993 y se utilizó como banda sonora de la película Liberen a Willy.
El artista italiano Al Bano demandó a Michael por plagio de su canción «I cigni di Baraka» y la justicia italiana declaró que ambas canciones, a pesar de su similitud, están inspiradas en una canción tradicional de la India. El tema "Los cisnes de baraka" había sido incluido por Al Bano en su trabajo Libertad en 1987.

## Información de la canción

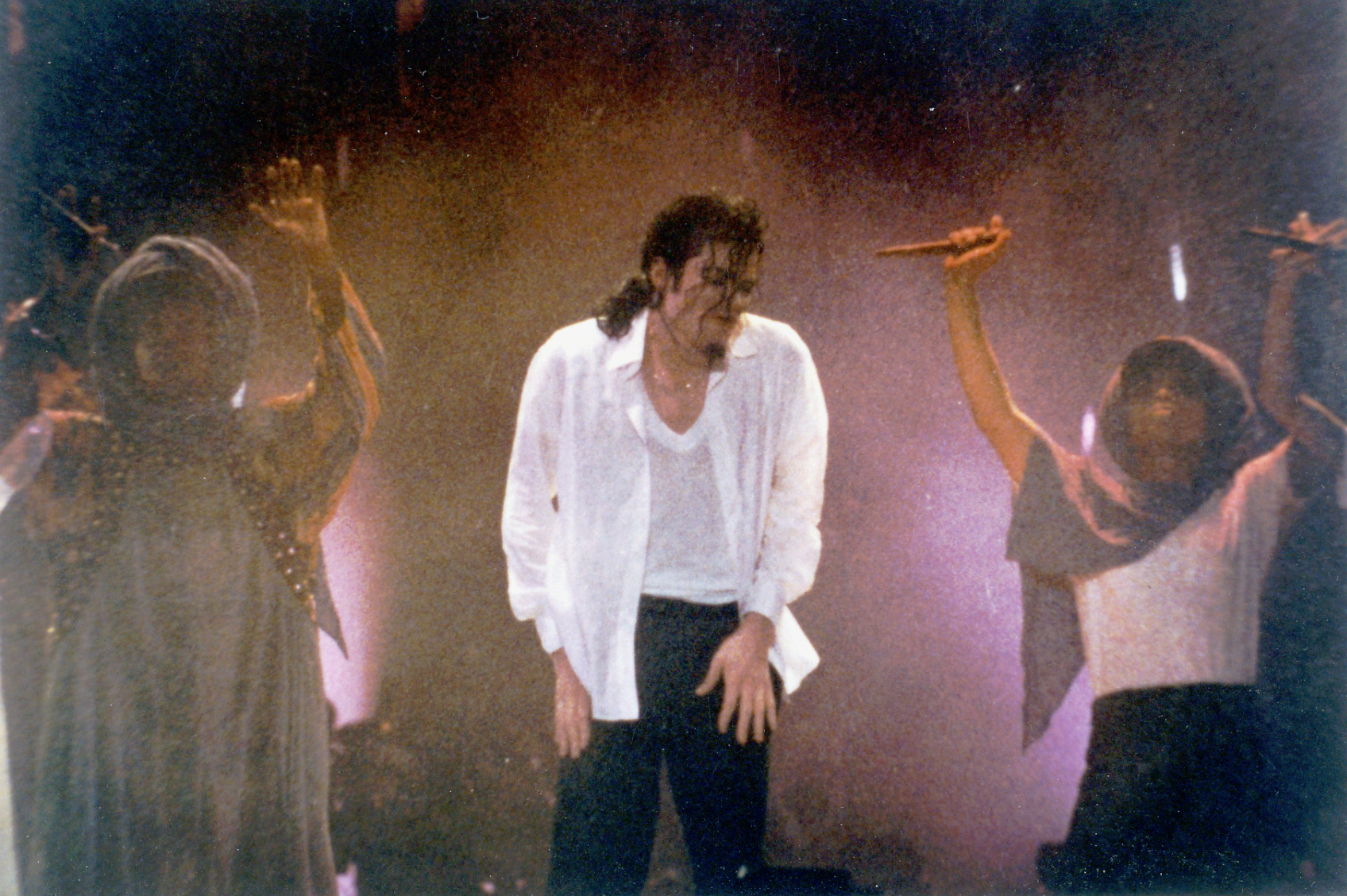
Actuación de "Will You Be There" del Dangerous World Tour en el Stadio Brianteo en Monza, Italia, el 6 de julio de 1992

La canción fue uno de los mayores éxitos del disco Dangerous y se mantuvo en los primeros 40 puestos durante más de seis semanas en el Reino Unido. El sencillo alcanzó un éxito aun mayor en Estados Unidos donde se vendieron más de 500.000 copias. Quedó en los diez primeros puestos durante seis semanas, alcanzando su punto máximo en número 7 y más tarde fueron certificadas el Oro en Estados Unidos. En Europa, el sencillo llegó alcanzar número uno en la MTV Eurochart, aunque alcanzó puestos por debajo del Top 10 en otros países europeos como Alemania y Francia. El sencillo ha vendido 1 050 000 copias por todo el mundo. La canción comienza con un fragmento de la Sinfonía N.º 9 de Beethoven realizado por la Orquesta de Cleveland. En el tributo de despedida a Michael Jackson, se hizo una adaptación con la voz de Jennifer Hudson, la cual ha recorrido varias partes del mundo.

## Video musical
El vídeo era una mezcla de un fragmento de la película de "Liberad a Willy".

## Premios
«Will You Be There» ganó el premio MTV Movie Awards por "La mejor canción de una película" en 1994.

## Lista de canciones
1. «Will You Be There» (Sin Introducción) – 5:52
2. «Man in the Mirror» – 5:19
3. «Girlfriend» – 3:04
4. «Will You Be There» (Versión Del Álbum) – 7:41

## Créditos
- Escrita y compuesta por Michael Jackson
- Producida por Michael Jackson
- Coproducida por Bruce Swedien
- Grabación y mezcla por Bruce Swedien y Matt Forger
- Solo y coros: Michael Jackson
- Arreglo rítmico de Michael Jackson y Greg Phillinganes
- Orquesta arreglada y dirigida por Johnny Mandel
- Arreglo vocal de Michael Jackson
- Coro arreglo de Andrae y Sandra Crouch, con los Andrae Crouch Singers
- Teclados: Greg Phillinganes y Brad Buxer
- Sintetizadores: Michael Boddicker
- Sintetizadores y sintetizador programación: Rhett Lawrence
- Batería y percusión: Brad Buxer y Bruce Swedien
- Percusión: Paulinho Da Costa
- Preludio: Sinfonía n.º 9 de Beethoven en re menor, Opus 125:  Presto
  - Interpretado por el Cleveland Orchestra Chorus
    - Dirigido por Robert Shaw

  - Realizado por la Orquesta de Cleveland
    - Realizado por George Szell